# Gare de Hué
La gare de Hué (vietnamien: Ga Huế) est une gare ferroviaire vietnamienne située dans la ville de Hué.

## Situation ferroviaire
La gare de Hué est située sur la Nord-Sud du Viêt Nam.

## Histoire

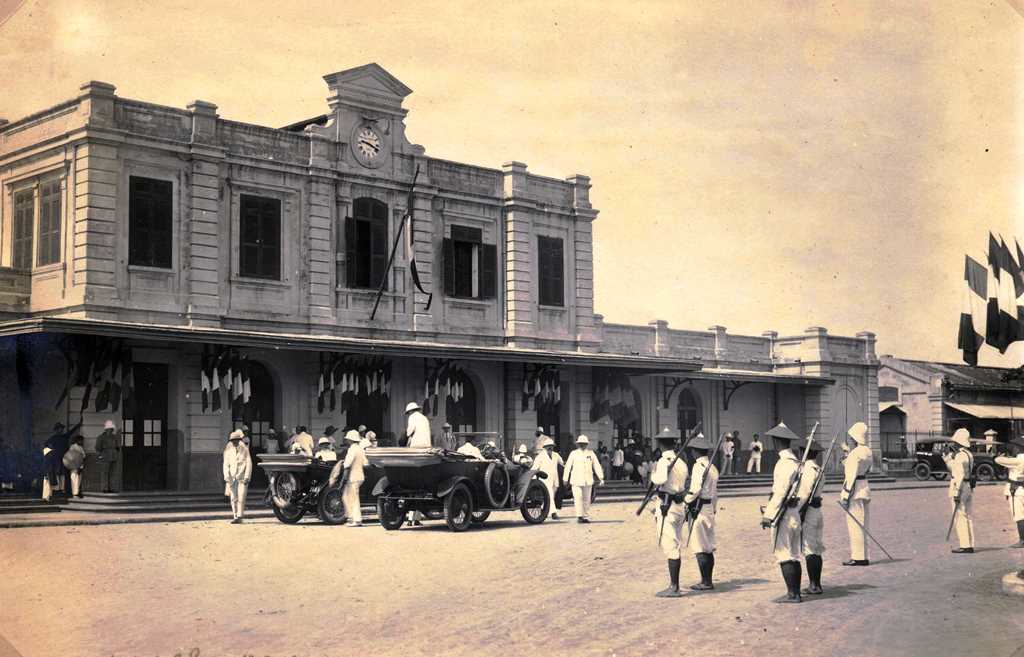
La gare vers 1923.

La gare est l'œuvre des architectes des Travaux Publics, une "horreur rectangulaire" selon une source en 1913.